# گاه‌شمار خیزش ۱۴۰۱ ایران (آذر)
گاه‌شمار خیزش سراسری در آذر ۱۴۰۱ شامل رویدادهای اعتراضی این ماه به ترتیب روز می‌شود.
در آذر ۱۴۰۱، پس از هک خبرگزاری فارس، در متن یکی از بولتن‌های محرمانه (افشا شده) که برای فرمانده کل سپاه پاسداران تهیه شده، آمده‌است که مردم ایران در وضعیت انقلابی قرار گرفته‌اند و ۸۴ درصد مردم از اعتراضات پشتیبانی می‌کنند.

## روزشمار

### ۱ آذر
- خانه سینمای ایران در واکنش به بازداشت و احضار سینماگران در بیانیه‌ای به حکومت جمهوری اسلامی هشدار داد: «خانه سینمای ایران در اعتراض به ادامه خشونت‌ها علیه مردم ایران و به‌دلیل احضار و بازداشت پی‌درپی اعضای خود هشدار می‌دهد، در صورتی که تهدیدها و بازداشت‌ها پایان نیافته و سینماگران بازداشت‌شده آزاد نشوند، از اعضای خود خواهد خواست دست به اعتصاب زده، از همکاری با پروژه‌های سینمایی و تلویزیونی خودداری کرده و در برابر سازمان سینمایی تحصن کنند.»[۲۵]
- تعداد زیادی از بازیگران و سینماگران نیز با انتشار بیانیه‌ای از مقامات جمهوری اسلامی خواستند تا دو بازیگر دستگیر شده در روزهای اخیر، هنگامه قاضیانی و کتایون ریاحی را آزاد کنند.[۲۵]
- خانه موسیقی ایران هم ضمن محکوم کردن بازداشت برخی از موسیقی‌دانان در بیانیه‌ای اعلام کرد: «با احترام به تمام اهالی شریف موسیقی ایران و درک نگرانی‌ها و دغدغه‌های به‌حقِ شما دوستان، خانه موسیقی ایران تا لحظه آزادی تمام هنرمندان، لحظه‌ای از تلاش، دست برنخواهد داشت.»[۲۵]
- تعدادی از سلبریتیها و هنرمندان به‌دلیل حمایت از اعتراضات سراسری مردم، با حکم دادگاه، از دریافت خدمات اجتماعی منع شدند.[۲۵]
- نت‌بلاکس به‌عنوان سازمانی غیردولتی - که وضعیت اینترنت در جهان را رصد می‌کند - خبر از اختلال گسترده اینترنت در ایران، از قطع کامل در غرب کشور یعنی کردستان تا قطع اپراتورها در بیشتر شهرها داد. قطعی اینترنت در وضعیتی صورت گرفته که خشونت و کشتار جمهوری اسلامی بر ضد معترضان شدت یافته‌است.[۲۶]
- سپاه پاسداران انقلاب اسلامی حملات شدیدی را علیه اقلیم کردستان عراق و همچنین بخش‌های از کردستان ایران انجام داد. تصاویر منتشر شده از فضای مجازی حاکی از قتل عام فجیع مردم مریوان و سروآباد به وسیله دوشکا و تانک می‌باشد به‌طوری که کاربران در توئیتر وضعیت کردستان را «جنگ» خواندند. همچنین پارلمان عراق حملات موشکی و پهپادی ایران را مورد بررسی قرار داد.
- دوازده تن از اعضای پارلمان ایتالیا و نیز گروهی فعالان زن ایرانی-ایتالیایی حقوق بشر، مشترکاً از حکومت ایتالیا خواستند تا از صدور و اجرای احکام اعدام برای زندانیان معترض توسط حکومت جمهوری اسلامی جلوگیری کند.[۲۷]

### ۲ آذر
- سازمان عفو بین‌الملل در ۲۲ نوامبر و در بیانیه‌ای، خواهان اقدام سریع شورای حقوق بشر سازمان ملل متحد پس از کشتار وحشتناک معترضان در ایران شد.[۲۸]

### ۳ آذر
- به‌طور خلاصه بر اساس این قطعنامه شورای حقوق بشر موظف است یک کمیسیون مستقل حقیقت‌یاب به منظور رسیدگی به موارد نقض حقوق بشر توسط جمهوری اسلامی ایران در جریان اعتراضات سراسری ایران تشکیل دهد. در پیش‌نویس به کشته شدن ۳۰۴ نفر از جمله ۴۱ کودک در جریان اعتراضات نیز اشاره کرده‌است.

### ۴ آذر
- همزمان با ۲۵ نوامبر روز جهانی منع خشونت علیه زنان واکنش‌ها و اعتراضات به وضعیت زنان در ایران ادامه دارد. همچنین در مورد افغانستان سازمان ملل متحد در بیانیه‌ای به مصادیق خشونت طالبان به زنان اشاره کرد و آن را مصداق جنایت علیه بشریت دانست.[۲۹][۳۰][۳۱]

### ۵ آذر
- بنا به گزارش اتحادیه تشکل‌های کامیون‌داران و رانندگان ایران، در ۵ آذر ۱۴۰۱ برخی از کامیون‌داران در شهرهای مختلفی همچون: سقز، کرمانشاه و سنندج اعتصاب کردند.[۳۲]
- اتحادیه تشکل‌های کامیون‌داران و رانندگان سراسر کشور با انتشار بیانیه‌ای اعلام کردند که از ۵ آذر به‌مدت ۱۲ روز اعتصاب خواهند کرد.
- کارکنان شرکت ذوب‌آهن اصفهان و همچنین کارکنان کارخانه سیف‌خودرو هم اعتصاب کردند.

### ۶ آذر
- برخی از فعالان مدنی و ایرانیان ساکن ایالت کالیفرنیای آمریکا در اعتراض به کشتار معترضان در ایران توسط حکومت جمهوری اسلامی، در مقابل دفتر سازمان ملل متحد در سن دیه‌گو اعتصاب غذا کرده و خواهان توقف نسل‌کشی در ایران شدند.[۳۳]
- سها مرتضایی، فعال دانشجویی - که در آزمون دوره دکتری علوم سیاسی، رتبه ۱۰ را به دست آورده و در عین حال، از ادامه تحصیل نیز محروم شده - پس از اعتراض به آزار جنسی توسط مأموران جمهوری اسلامی مورد ضرب‌وشتم قرار گرفت.[۳۴]
- اعتراضات و اعتصابات دانشجویی و نیز دانش‌آموزی در برخی از مدارس و دانشگاه‌های ایران، از جمله، در شهرهای تهران، سنندج و کرج… با دادن شعارهایی ادامه یافت.[۳۵]
- بیش از ۲۰۰ نفر از استادان دانشگاه علوم پزشکی تبریز در نامه‌ای، ضمن گرامیداشت یاد آیلار حقی، دانشجوی کشته‌شدهٔ رشته پزشکی دانشگاه آزاد تبریز، از دانشجویان معترض حمایت کردند.[۳۶] سپیده قلیان، فعال مدنی، به دلیل گشوده‌شدن پرونده جدیدی در دوره حبس، تفهیم اتهام شد. وی پیش‌تر، بر اثر شکنجه توسط نیروهای وزارت اطلاعات، مجبور به اعترافات اجباری شد که از طرف سازمان صدا و سیما پخش شد.[۳۷]

### ۷ آذر
- اعتصابات سراسری توسط اقشار مختلف ایران، از جمله، رانندگان کامیون (در شهرهای قزوین، مرند، اصفهان، کاشان، کرمانشاه و بندرعباس)[۳۸] به‌طور گسترده‌ای ادامه پیدا کرد.[۳۹]
- برخی منابع از محاکمه ۱۰ نوجوان زیر ۱۸ سال به اتهام «محاربه» و «افساد فی‌الارض» توسط دادگاه انقلاب اسلامی کرج خبر دادند. وکیلان تعیینی آن‌ها از سوی دادگاه، پذیرفته نشده‌اند. در قانون مجازات اسلامی، کیفر محارب، به‌صلیب‌کشیده‌شدن (اعدام)، قطع دست راست و پای چپ (یا بر عکس) یا تبعید است.[۴۰]
- حکومت جمهوری اسلامی اعلام کرد که با شورای حقوق بشر سازمان ملل متحد همکاری نخواهد کرد. پیش‌تر، شورای حقوق بشر سازمان ملل متحد بر اساس قطعنامه‌ای - که توسط حکومت آلمان و ایسلند تهیه شده بود - به ایجاد «کمیته حقیقت‌یاب برای تحقیقات» دربارهٔ گزارش‌های نقض حقوق بشر در جمهوری اسلامی ایران رای مثبت داد.[۴۱]
- پیکر عرشیا امام قلی‌زاده، نوجوانی که دو روز[۴۲] بعد از آزادی از زندان (نوجوانان تبریز) جمهوری اسلامی خودکشی کرده، تشییع شد. الناز ابدالی، مادر عرشیا، بر سر مزار پسرش گفت: «تو کسی نبودی که خودت را بکشی؛ آن‌ها چه بلایی به سرت آوردند؟!» به گفته منبعی نزدیک به خانواده او، عرشیا پس از آزادی گفته که در زمان بازداشت «هر شب به ما قرص می‌دادند که بخوابیم. شکنجه‌مان دادند؛ جفت پاهایم را با باتوم زدند.»[۳۹] عرشیا به اتهام عمامه‌پرانی بازداشت شده بود.[۴۲]
- سفیر آلمان برای چندمین بار به وزارت خارجه جمهوری اسلامی احضار شد.[۳۹]
- هه‌نگاو، سازمان حقوق بشری مناطق کردنشین ایران، تأیید کرد که یکی دیگر از مجروحان اعتراضات مهاباد کشته شده‌است.[۳۹]
- اعتراضات شبانه در چیتگر تهران ادامه پیدا کرد. معترضان شعارهایی چون مرگ بر خامنه‌ای، مرگ بر سپاه و بسیجی و دیگر شعارهای ضد نظام جمهوری اسلامی سر دادند.[۳۹]
- بنا به گزارش سی‌ان‌ان، خانواده بازیکنان تیم ملی ایران به برخورد خشن و زندان تهدید شده‌اند تا بدین طریق جمهوری اسلامی بازیکنان فوتبال را از حمایت از معترضان ایرانی در طی جام جهانی بازدارد.[۳۹]
- در جام جهانی فوتبال ۲۰۲۲ همزمان با خیزش ۱۴۰۱ ایران و جنگ روسیه و اوکراین، یک جیمی جامپ در میانه بازی اروگوئه و پرتغال به صورت ناگهانی به وسط زمین دوید درحالی‌که جلوی لباس او عنوان《اوکراین را نجات دهید》و در پشت لباسش عنوان《احترام برای زنان ایرانی》نوشته شده بود و پرچم رنگین کمانی در حمایت از جامعه LGBT در دست داشت.[۴۳]

### ۸ آذر
- اعتصابات کامیون‌داران ایران با گسترش به شهرهای متعدد دیگری از جمله سنندج و شیراز ادامه پیدا کرد.[۴۴]
- مقرر شد تا کمیسیون مقام زن سازمان ملل متحد در روز ۱۴ دسامبر دربارهٔ ماندن یا اخراج جمهوری اسلامی از این کمیته تصمیم‌گیری کند.[۴۴]
- جاوید رحمان، گزارشگر ویژه سازمان ملل متحد در امور حقوق بشر در ایران، در ۸ آذر در مصاحبه‌ای گفت که مقام‌های جمهوری اسلامی، کارزار صدور حکم اعدام برای معترضان به راه انداخته‌اند.[۴۵]
- اصغر سلیمی، نماینده مجلس شورای اسلامی، گفت که در اعتراضات روز ۲۵ آبان در سمیرم سه نفر کشته شده‌اند.[۴۴]
- پرویز برومند[۴۶] و وریا غفوری، دو فوتبالیست ایرانی - که به دلیل حمایت از اعتراضات سراسری ایران توسط جمهوری اسلامی بازداشت شده بودند - با سپردن وثیقه آزاد شد.[۴۴]
- بنا به گزارش‌هایی، ایجاد محدودیت‌های اینترنتی و کاهش پهنای باند توسط جمهوری اسلامی، باعث از دست رفتن ۲۳ درصد از شغل‌های اینترنتی شده‌است.[۴۷]
- زهرا لری، مدیر پیشین دبیرستان رضوانی‌نژاد کرمان که مدرک فوق لیسانس جامعه‌شناسی و دکتری مدیریت شهری داشت و به دلیل مقاومت در برابر نیروهای امنیتی برای در اختیار گذاشتن فیلم دوربین‌های مدار بسته برای شناسایی دانش‌آموزان معترض، عزل شده بود، سکته کرده و درگذشت. به گزارش برخی منابع مستقل، فشار نیروهای امنیتی و شیوه رفتار با او، در مرگش نقش داشته‌است.[۴۸]
- مجیدرضا رهنورد به اتهام «محاربه» و کشتن ۲ بسیجی و زخمی کردن ۴ بسیجی دیگر محاکمه شد.[۴۹] برخی از منابع، پرونده‌سازی بر ضد وی را همراه با شکنجه اعلام کرده‌اند.[۵۰]
- مهران سماک، جوان ۲۷ ساله‌ای بود که به دلیل بوق‌زدن (در حمایت از اعتراضات) در بندر انزلی با گلوله مأموران امنیتی کشته شد.[۵۱]
- شادی برخی از مردم ایران به دلیل باخت تیم ملی ایران در یک بازی سیاسی در جام جهانی فوتبال ۲۰۲۲ در مقابل بزرگ‌ترین دشمن ایدئولوژیک جمهوری اسلامی یعنی آمریکا با نتیجه ۱–۰ و در نهایت حذف تیم ملی ایران از جام جهانی ۲۰۲۲ و صعود آمریکا به مرحله بعد.[۵۲][۵۳]

### ۹ آذر
- چند تن از هنرمندان دیگر ایران به‌دست مأموران امنیتی، احضار، بازداشت یا ربوده شدند؛ عهدیه کیانی، بازیگر تلویزیون (بازیگر سریال جیران) ربوده شد؛ فاطمه حبیبی، بازیگر تئاتر، سهیلا گلستانی، بازیگر سینما و تئاتر و نیز صداپیشه (دوبلور)، و حمید پورآذری، کارگردان نوآور، بازداشت شدند؛ علی شادمان، هنرمند سینما و تئاتر و نیز نامزد دریافت سیمرغ بلورین بهترین بازیگر مرد، و سجاد افشاریان، هنرمند سینما و تئاتر و نیز سرپرست نویسندگان برنامه خندوانه، به دادسرای زندان اوین احضار شده‌اند.[۵۴]
- مراسم خاک‌سپاری شورش نیکنام، یکی از کشته‌شدگان اعتراضات اخیر، در روستای «قلعه جوغه» مهاباد برگزار شد. وی که یک شهروند ۳۳ ساله بود، در روز ۲۶ آبان ۱۴۰۱ با شلیک گلوله مأموران حکومتی، زخمی شده و به بیمارستان منتقل شد؛ ولی پس از گذشت نه روز، بر اثر شدت جراحات درگذشت. همسرش درکنار آرامگاه او گفت: «زن نیستم اگر انتقامت را نگیرم.»[۵۵]
- گروه دانش‌پژوهان ایرانی آزادی‌خواه اعلام کردند که در ۹ آذر، در بیش از ۱۵۰ دانشگاه در سراسر جهان در پشتیبانی از اعتراضات سراسری در ایران، تجمع برگزار کردند.[۵۶]
- بنا بر گزارش‌های حقوق بشری، در ۹ آذر ۱۴۰۱، برخی از دانشجویان دانشگاه‌های علوم پزشکی کردستان، علوم پزشکی ارومیه، دانشگاه امیرکبیر، دانشگاه پیام نور ساوه، دانشگاه‌های آزاد ساری و واحد شمال تهران به‌دست نیرهای حکومتی بازداشت شدند.[۵۷]
- کارگران و کارکنان واحدهای صنعتی، خدماتی، نفت و گاز و نیز درمانی اعتصاب کردند.[۵۸]
- در ۹ آذر در استان البرز، ۱۵ تن از معترضان، از جمله، سه کودک به اتهام «محاربه» و «افساد فی‌الارض» توسط دادگاه انقلاب محاکمه شدند.[۴۵]
- دیوان عالی کشور، حکم اعدام ۴ تن به نام‌های حسین اردوخان‌زاده، شاهین ایمانی محمودآباد، میلاد اشرفی آتباتان و منوچهر شهبندی بجَندی و نیز حکم حبس ۳ تن دیگر به زندان را تأیید کرد.[۵۹]

### ۱۴ آذر
- اعتصاب سراسری

### ۱۵ آذر
- اعتصاب سراسری

### ۱۶ آذر
- مجله تایم-که در گذشته، خمینی را شخص سال انتخاب کرده بود-این بار، زنان ایران را به‌عنوان قهرمانان سال ۲۰۲۲ میلادی انتخاب کرد.[۶۰][۶۱]
- همزمان با روز دانشجو، اعتراضات دانشجویان ایران با گسترش بیشتری در دانشگاه‌های ایران نظیر تهران، شریف، بهشتی، نوشیروانی بابل، فردوسی مشهد و بسیاری دیگر، ادامه پیدا کرد که نیروهای امنیتی جمهوری اسلامی با حمله به دانشجویان، سعی در سرکوب آنان داشتند.[۶۲]
- سومین روز از اعتصابات سراسری آذر به‌طور گسترده‌ای در شهرهای کشور، از جمله تهران، تبریز، سنندج، اصفهان، شیراز کرمان و سایر، ادامه پیدا کرد.[۶۳]
- تجمعات اعتراضی گسترده‌ای از شهرهای مختلف، از جمله تهران پایتخت، برگزار و شعارهایی نظیر «زن، زندگی، آزادی» و «مرگ بر خامنه‌ای» سر داده شد. در قروه، راهپیمایی سکوت برگزار شد که نیروهای امنیتی به آن یورش بردند.
- در جریان خیزش سه روزه آذر، جوانی ۲۱ ساله به نام هومن عبداللهی در سنندج توسط جمهوری کشته شد.[۶۴]

### ۱۷ آذر
- محسن شکاری توسط حکومت جمهوری اسلامی اعدام شد. پرونده و نام او تنها دو روز قبل اعدام علنی شد و همین موضوع موجب واکنش‌ها و خشم مضاعف گسترده‌ای شد. اعدام او موجی از ابزار نگرانی‌ها برای سایر زندانی‌ها دربرداشت به گزارش دویچه‌وله نهادهای حقوق بشری با بررسی جلسات دادگاه‌ها و اتهامات توانسته‌اند؛ چندین نام از ۱۱ حکم اعدامی که قوه قضاییه آمار داده بود اما علنی نکرده بود پرده بردارد.
- در شامگاه ۱۷ آذر در محله ستارخان تهران در محکوم کردن اعدام محسن شکاری «هم محله ای شان» اقدام به راهپیمایی و تجمع شبانه کردند و بسیاری دیگر این عمل جمهوری اسلامی را محکوم کردند. آنالنا بربوک، وزیرخارجه آلمان، در این باره گفت که «غیرانسانی بودن رژیم ایران حد و مرزی نمی‌شناسد.»[۶۵]
- همزمان با چهلم مهرشاد شهیدی در اراک جو شدید امنیتی برقرار بود و مأموران امنیتی جمهوری اسلامی به خانه‌های اطراف حمله بردند.[۶۵]
- مراسم چهلم کومار درافتاده[۶۶] در پیرانشهر: نوجوان ۱۶ ساله ای که در ۸ آبان با گلوله جنگی در فاصله ۳متری مورد اصابت قرار گرفته بود و بعد از یک روز بستری فوت کرد با حضور پرشماری برگزار شد.
- بر اساس گزارش هرانا، ارگان مجموعه فعالان حقوق بشر در ۱۷ آذر از آغاز اعتراضات ۱۴۰۱ نیروهای امنیتی ۴۷۵ تن از معترضان را به ضرب گلوله، باتون یا شکل‌های دیگر به قتل رسانده‌اند که ۶۵ تن از آنها کودک بودند.
- چهلم سارینا ساعدی، نوجوان ۱۶ ساله که پنجم آبان ماه با ضربات باتون به دست مأموران حکومتی کشته شد، در سنندج برگزار شد.
- مردم دزفول در چهلم محمد قائمی فر[۶۷] نوجوان ۱۷ ساله‌ای که روز ۲۰ مهر گلوله خورد و بعد ۱۵ روز در بیمارستان جان باخت، شرکت کردند.
- پیکر هومن عبداللهی، جوان ۲۱ ساله که در خیزش ۱۶ آذر سنندج توسط جمهوری اسلامی به قتل رسید، به خاک سپرده شد.[۶۴]
- نیروهای امنیتی به منزل شادمان احمدی[۶۸] مراجعه و او را بازداشت کردند ولی بعد از چند ساعت جسد وی را به خانواده تحویل دادند. قوه قضاییه در جواب به گزارش خانواده از آثار ضرب و جرح اعلام کرد که او پیش از انتقال به زندان اقدام به خودزنی، بردن گردن با شیشه و کوبیدن سر به دیوار کرده؛ همچنین قوه قضاییه آثار ضرب و کبودی‌های موازی بر پشت که خانواده با انتشار ویدیوای از غسل و شستشو او، به آن واکنش نشان دادند را پیش تر به گزارش رکنا، اعتماد آنلاین و… تأیید کردند؛ اما علت را عنوان نکرده‌اند.[۶۹]
- اعتصابات و تجمعات اعتراضی در برخی شهرها چون سنندج ادامه پیدا کرد و شعار «مرگ بر دیکتاتور» خطاب به خامنه‌ای سر داده شد.[۷۰]

### ۱۹ آذر
- در ادامه قیام ایران، معترضان در مناطقی چون ستارخان و نارمک در تهران، تبریز، کرج، اهواز و دیگر شهرها تجمعات اعتراضی انجام دادند. در تصاویر منتشر شده از ستارخان، مأموران جمهوری اسلامی به یک زن حمله و او را از پشت با لگد به زمین پرت می‌کنند.[۷۱]
- تجمعاتی در دانشگاه فنی دخترانه در سنندج از سوی دانشجویان برگزار شد و تعدادی از این دانشجویان اقدام به بستن خیابان کردند.[۷۱]
- دانشجویان دانشگاه علم و فرهنگ در محکومیت اعدام محسن شکاری تجمع اعتراضی برگزار کردند.[۷۱]
- ایرانیان خارج از کشور تجمعات اعتراضی بسیاری در شهرهای مختلف جهان از جمله لندن، بروکسل، پاریس و کپنهاگ، برگزار کردند. این تجمعات همزمان با روز جهانی حقوق بشر صورت گرفت.[۷۲]
- موج گسترده محکومیت جمهوری اسلامی به دلیل اعدام محسن شکاری ادامه پیدا کرد. ده‌ها کنشگر حقوق بشر ایرانی در نامه‌ای سرگشاده به دبیرکل سازمان ملل متحد، اعدام شکاری را مشابه دادگاه‌های صحرایی و جنگی توصیف کردند و خواستار فشار بر جمهوری اسلامی برای عدم تکرار این «جنایت» شدند.[۷۳]
- سه نماینده مجلس آلمان وکالت سیاسی سه معترض ایرانی، توماج صالحی، سامان یاسین (صیدی) و محمد بروغنی را برعهده گرفتند.
- بیش از ۵۰۰ سینماگر و فعال فرهنگی در بیانیه‌ای جشنواره فیلم مستند سینما حقیقت را تحریم کردند.[۷۲]

### ۲۰ آذر
- تجمعات اعتراضی در نقاط مختلف کشور ادامه پیدا کرد. در کرمانشاه، معترضان در اعتراض به اعدام محسن شکاری و دیگر احکام اعدام، با روشن کردن آتش تجمع کردند.[۷۴]
- اعتراضات دانشجویی در چندین دانشگاه کشور ادامه پیدا کرد و دانشجویان معترض دست‌کم در دانشگاه‌های علامه، خواجه‌نصیر و بهشتی در تهران، دانشگاه صنعتی اصفهان، و نوشیروانی بابل اعتراض کردند. در این تجمعات شعار «سلام به سربداران، نوید، محسن و یاران» سر داده شد.[۷۵]
- پس از فراخوان‌های دانشجویان دانشگاه علامه طباطبایی برای تجمع در روز شنبه ۱۹ و یکشنبه ۲۰ آذرماه در پی مرگ مشکوک شهاب هاشمی هم دانشگاهیشان که بر دار آویخته پیدا شد و همچنین اعدام محسن شکاری با شعارهایی همچون «قتل عمد صورت گرفته _عامل خون آذرند، تاج و عمامه بر سرند _دیو تویی فتنه تویی مفسد فی الارض تویی» همراهی کردند.[۷۶]
- کارگران بخش‌های مختلف پتروشیمی سنندج در اعتراض به عدم رسیدگی به مطالباتشان دست از کار کشیده و در محوطه این شرکت تجمع کردند.
- جایزه حقوق بشر فرانسه و آلمان به «مهسا امینی و زنان ایران» تعلق گرفت.[۷۷]
- محمد سرافراز، رئیس پیشین صدا و سیمای جمهوری اسلامی، گفت جمهوری اسلامی «به فلاکتی رسیده که نمی‌تواند به کوچک‌ترین خواسته‌های مردم جواب دهد و این شیوه حکمرانی قابل دوام نیست.»[۷۸]
- فرماندار لنجان (استان اصفهان) تأیید کرد که گستره اعتصابات روزهای ۱۴، ۱۵ و ۱۶ آذر در این شهر میان کسبه و بازاریان ۷۰٪ بوده‌است.
- گوهر عشقی، مادر ستار بهشتی، در ویدیویی گفت که «او و خانواده‌اش تهدید شده‌اند و اگر اتفاقی برایشان بیفتد مسئولش رهبر است.»[۷۹]
- وکیل سامان یاسین (صیدی) گفت که «اجازه خواندن پرونده را ندادند، گفتند محرمانه است.»[۷۸]

### ۲۱ آذر
- مجیدرضا رهنورد در مشهد اعدام شد. این اعدام ۲۳ روز بعد از بازداشت او انجام شده‌است و او از داشتن وکیل انتخابی یا فرصت دفاع از خود در دادگاه محروم بوده‌است. خبر اعدام او جلسه وزرای خارجه اتحادیه اروپا را تحت تأثیر قرار داد و موجی از خشم در ایران و جهان برانگیخت.[۸۰]
- زنان حاضر بر سر مزار مجیدرضا رهنورد شعار «شهید وطن، مجیدرضا رهنورد» سر دادند.[۸۱]
- دانش‌آموزان در مشهد و شیراز تجمعات اعتراضی برپا کردند. در مشهد دانش‌آموزان در محکومیت اعدام رهنورد توسط جمهوری اسلامی، شعار «مجیدرضا رو بردن، جنازشو آوردن» سر دادند. در شیراز شعار آن‌ها «مجید رضا خوابیدی، ما همه بیدار شدیم» بود. در دانشگاه شریف، دانشجویان تصاویری از محسن شکاری و مجیدرضا رهنورد نصب کردند.[۸۲]
- دانشجویان دانشکده شهرسازی دانشگاه تهران در اعتراض به اجرای احکام اعدام معترضان، پیام «امید اعدام نمی‌شود» را بر طناب دار آویختند. در دانشکده ریاضی دانشگاه بهشتی نیز تحصن‌های دانشجویی برپا شد. دانشجویان دانشکده ادبیات دانشگاه علامه‌طباطبائی در تهران در تجمعی اعتراضی شعار «دانشجو، کارگر، اتحاد اتحاد» سر دادند.[۸۱][۸۳]
- در سیدنی، ایرانیان در محکومیت اعدام مجیدرضا رهنورد تجمع کردند و به صورت نمادین طناب دار بر گردن خود انداختند.
- جمعی از زندانیان سیاسی زن در زندان اوین در واکنش به صدور و اجرای احکام اعدام برای بازداشت‌شدگان قیام ایران اعلام کردند که در دفتر افسر نگهبانی بند زنان تحصن می‌کنند.[۸۴]
- گروهی از هنرمندان در بیانیه‌ای از تشکیل کانون «هنرمندان ایرانی فیلم و تئاتر، برون‌مرز» برای حمایت از «حقوق زندانیان سیاسی، هنرمندان معترض تحت فشار، آسیب‌دیده و زندانی تئاتر و فیلم و پشتیبانی از جنبش زن زندگی آزادی» خبر دادند.[۸۵]

### ۲۳ آذر
- شورای اقتصادی و اجتماعی سازمان ملل متحد در ۱۴ دسامبر ۲۰۲۲ (۲۳ آذر) با اکثریت آرا ایران را از کمیسیون مقام زن ملل متحد اخراج کردند.[۸۶]
- دلار و یورو در روز چهارشنبه ۲۳ آذرماه ۱۴۰۱، یک رکورد تاریخی را ثبت کرد. یورو به ۴۱ هزار تومان و دلار هم به ۳۹ هزار تومان رسید. واکنش بانک مرکزی به این تحول، برکناری معاون ارزی‌اش بود؛ خبرگزاری ایرنا هم در واکنش نوشت: دولت وضع مالی و ارزی خوبی دارد و این افزایش در بازار ارز و طلا بیشتر روانی است و پایه‌ای در واقعیت اقتصاد ایران ندارد. سازمان برنامه وبودجه کشور، پیش تر در گزارش تیرماه ۱۴۰۰، نوشته بود زمانی که بدهی‌های دولتی به ۵۰ درصد تولید ناخالص ملی برسد؛ حتی اگر تحریم‌های برجام برداشته شوند در سال ۱۴۰۵ ورشکستگی رخ خواهد داد؛ گرچه در سناریوی سازمان برنامه و بودجه پیش‌بینی می‌شد که میزان بدهی دولت به تولید ناخالص داخلی در پایان سال ۱۴۰۱ به ۳۱ درصد برسد اما می‌توان مشاهده کرد که وضعیتی بدتر از پیش‌بینی سازمان برنامه رخ داده‌است و این عدد به ۳۹ درصد تاکنون رسیده‌است.
- هرچند گزارش‌های مختصر، خلاصه کلی و تفکیک‌نشده از وضعیت ارائه می‌شود اما با بررسی اسناد می‌توان میزان بدهی دولت تنها در ۴ بخش بزرگ (بدهی به اوراق قرضه، بدهی به صندوق توسعه ملی، بدهی به صندوق سازمان تأمین اجتماعی و بدهی بانک‌ها) را رقمی مابین ۲ هزار و ۹۴۵ هزار میلیارد تومان تا ۴ هزار و ۳۰۰ هزار میلیارد تومان مشخص کرد.[۸۷] امروز در مشهد جو امنیتی زیادی بود

### ۲۴ آذر
- سونیا شریفی، معترض نوجوان بازداشت شده، در میان استقبال گسترده مردم آبدانان با قید وثیقه آزاد شد.[۸۸]
- اعتراضات شبانه در تهران و شهرهای دیگر چون کرمانشاه ادامه پیدا کرد. در تهران، معترضان در ستارخان، چیتگر، منیریه، قلهک و اکباتان تجمعات اعتراضی برگزار کردند و شعارهایی چون «از کردستان تا ایران، جانم فدای ایران» و «حکومت بچه‌کش، نمی‌خوایم نمی‌خوایم» سر دادند. ویدیوهایی در شبکه‌های اجتماعی منتشر شد که تجمع اعتراضی در محله گلستان کرمانشاه را نشان می‌داد و در آن آهنگ انقلابی «ژن ژیان ئازادی» به زبان کردی شنیده می‌شود.[۸۹] شعارهای شبانه در پرند نیز به گوش رسید.[۹۰]
- مراسم روز هفتم شادمان احمدی، معترض کشته شده در دهگلان، برگزار شد. مردم در این مراسم شعارهایی علیه نظام جمهوری اسلامی سر دادند.
- در مراسم چهلم علیرضا کریمی در اسلام‌آباد غرب شعار «مرگ بر حکومت لعنتی» سر داده شد.[۹۱] در ماهدشت کرج، نیروهای حکومتی راه‌های منتهی به بهشت علی، محل برگزاری چهلم مهدی حضرتی، نوجوان ۱۷ ساله، را مسدود کردند. در روستای کوهسار کرج مراسم چهلم دریا نظم‌ده در فضایی به شدت امنیتی برگزار شد. او در مراسم چهلم حدیث نجفی بازداشت شده بود و خانواده‌اش مدتی بعد پیکر بی‌جانش را در سردخانه‌ای در کرج پیدا کردند.[۹۲]
- وکیل محمد حسینی، از معترضان محکوم به اعدام، می‌گوید که دادگاه انقلاب کرج، اجازه تنظیم وکالتنامه و مطالعه پرونده موکلش را به او نداده‌است.[۹۳]
- پیکر دنیا فرهادی، دانشجوی اهوازی، در کارون پیدا شد. او از شامگاه ۱۶ آذر ناپدید شده بود. گفته می‌شود او در اعتراضات سراسری شرکت داشته‌است.[۹۴]
- حمید فرخ‌نژاد، بازیگر ایرانی، در پستی اینستاگرامی علی خامنه‌ای را خطاب قرار داد و گفت «تو دیکتاتور خوبی برای ما نبودی، لااقل بخاطر خودت دیکتاتور باشخصیتی باش» رسانه‌ها و طرفداران جمهوری اسلامی پس از این پست، به فرخ‌نژاد حمله و او را تهدید کردند.[۹۵]
- شماری از ایرانیان کانادا در برابر پارلمان این کشور در اتاوا تحصن کردند. آنان خواستار حمایت جامعه جهانی از خیزش ایران شدند. ایرانیان در قبرس نیز تجمعاتی برگزار کردند.[۹۵]
- اولاف شولتس روز در حاشیه اجلاس اتحادیه اروپا در بروکسل گفت: «چه کسی به مردم خودش شلیک می‌کند؟ حکومت ایران چنین می‌کند و به همین خاطر نیز ما به صراحت علیه آن موضع می‌گیریم. کاری که حکومت ایران می‌کند غیرقابل قبول و غیرقابل توجیه است.»[۹۶]
- نشست ویژه مجلس آلمان با محوریت قیام ایران برگزار شد و نمایندگان خواستار برخورد دولت آلمان با جمهوری اسلامی و تروریست اعلام کردن سپاه پاسداران شدند.[۹۷]
- وزاری خارجه سه کشور کانادا، استرالیا و نیوزیلند در بیانیه‌ای مشترک سرکوب بی‌رحمانه اعتراضات ایران را محکوم کردند.[۹۸]

### ۲۵ آذر
- به رسم هر جمعه در جریان خیزش ۱۴۰۱، معترضان بار دیگر در زاهدان و دیگر شهرهای سیستان و بلوچستان پس از برگزاری نماز جمعه اهل سنت به خیابان‌ها آمدند و شعارهای اعتراضی نظیر مرگ بر خامنه‌ای سر دادند. زنان بلوچ در این اعتراضات حضور پررنگی داشتند.[۹۹]
- مراسم چهلم نیما نوری، معترض ۱۸ ساله کشته شده در چهلم حدیث نجفی، برگزار شد.[۱۰۰] در مراسم چهلم علی روزبهانی، معترض کشته شده در روز چهلم مهسا امینی در تهران، زنان گیسوهای خود را بریدند. خواهر علی روزبهانی که در کنار مزار او ایستاده بود، چادر از سر برداشت.[۱۰۰] مراسم چهلم محمدرضا فردوسی نیز برگزار شد.
- پدر فرزین معروفی، به مناسبت تولد او بر سر مزارش رقصید. فرزین معروفی معترض مهابادی ساکن تهران بود که در جریان شادی مردم از باخت تیم فوتبال ایران به تیم ملی آمریکا توسط نیروهای جمهوری اسلامی کشته شد.[۱۰۰]
- شب‌هنگام، معترضان در مناطق مختلف تهران شعارهای اعتراضی چون «مرگ بر حکومت بچه‌کش» و «مرگ بر خامنه‌ای» سر دادند.
- برخی از روحانیون ایران نظیر مصطفی محقق داماد در نامه‌ای به صدور احکام محاربه برای معترضان اعتراض کردند و آن را نتیجه تفسیر خامنه‌ای دانستند.[۱۰۱]
- سازمان ملل با تصویب قطعنامه‌ای دیگر «قطعنامه وضعیت حقوق بشر در ایران» از جمهوری اسلامی خواست که سرکوب خشونت‌بار معترضان را متوقف کند.[۱۰۲]
- ایرانیان فرانکفورت در همبستگی با قیام مردم داخل کشور، در برابر کنسولگری جمهوری اسلامی تحصن و اعتصاب غذا کردند.[۱۰۳] ایرانیان در کپنهاگ نیز تجمعاتی علیه جمهوری اسلامی برگزار کردند.
- آمارهای سازمان مهاجرت آلمان نشان می‌دهد که در نتیجه سرکوب وحشیانه معترضان توسط جمهوری اسلامی، میزان درخواست پناهندگی ایرانیان در آلمان نسبت به سال قبل سه برابر شده‌است.[۱۰۴]

### ۲۶ آذر
- در ادامه اعتصابات در ایران، کارکنان رسمی شرکت نفت در بسیاری از شهرها دست به اعتصاب زدند.[۱۰۵]
- زندانیان در پی انتقال «یک جوان ۲۰ ساله محکوم به اعدام» به سلول انفرادی جهت اجرای حکم اعدام، دست به اعتراض زدند و با بستن راه ورود مأموران به بند شعارهای «مرگ بر خامنه‌ای»، «مرگ بر جمهوری اسلامی» و «مرگ بر دیکتاتور» سر دادند. آنان اعتقاد داشتند در میان اعدامیان این زندان، برخی از معترضان گمنام قیام ایران نیز حضور دارند. به گفته سازمان حقوق بشر ایران، یک زندانی به نام محسن منصوری در جریان این شورش با گلوله جنگی کشته شده‌است. به گفته هرانا، ۱۰۰ نفر از زندانیان توسط مأموران زخمی شدند.[۱۰۶]
- بعد از گذشت یک ماه منابع خبری از کشته‌شدن سیامک بابا، زندانی دیگری که قرار بود کارهای آزادی‌اش به زودی انجام شود ولی به دلیل مخالفت با «اعدام» با شلیک گارد زندان مرکزی کرج به سر و گردنش کشته می‌شود؛ خبر می‌دهند.[۱۰۷]
- تجمعات اعتراضی در شهرک چیتگر تهران شبانگاه ادامه پیدا کرد. همزمان مردم معترض در مناطقی چون جنت‌آباد، مرزداران و شهرک سروآزاد و همچنین ایستگاه متروی دروازه شمیران و شریعتی به سردادن شعارهای ضدحکومتی پرداختند. در مترو، شعار «خامنه‌ای ضحاک، می‌کشیمت زیر خاک» توسط مردم سر داده شد.[۳۹]
- اعتراضات همچنین در شمار دیگری از شهرها از جمله شیراز، رشت، و کرمانشاه به شکل شعارهای شبانه ادامه یافت.[۳۹]
- ترانه علیدوستی با یورش مأموران جمهوری اسلامی بازداشت شد. او پیش‌تر با شعار «ژن ژیان ئازدی» تصویری بدون حجاب از خود منتشر کرده بود.[۱۰۸]
- عبدالله نوری، وزیر کشور سابق در دوره جمهوری اسلامی، در بیانیه‌ای تصمیمات خامنه‌ای را عامل نارضایتی مردم دانست.[۱۰۹]
- ایرانیان آمریکا در واشینگتن دی‌سی در برابر کاخ سفید تجمع کردند. آن‌ها شعار می‌دادند «بایدن بیدار شو، ما انقلاب می‌خواهیم.» این سیزدهمین تجمع ایرانیان در واشینگتن بود. در سن‌خوزه، ایرانیان تجمعی در یادبود مجیدرضا رهنورد، معترض اعدام شده، برگزار کردند. در وین ایرانیان شعار زن زندگی آزادی سر دادند و خواستار تعطیلی سفارت جمهوری اسلامی در کشورهای غربی شدند.[۴۴]
- لس آنجلس، شیکاگو (در آمریکا)، تورنتو و مونترال (کانادا)، پاریس (فرانسه)، لندن، منچستر و بیرمنگام (بریتانیا)، پراگ (جمهوری چک)، هامبورگ، دوسلدورف، مونیخ، برلین و هایدلبرگ (آلمان)، ملبورن (استرالیا)، مادرید (اسپانیا)، بولونیا (ایتالیا) کپنهاگ (دانمارک)، گوتنبرگ و استکهلم (سوئد) نیز صحنه اعتراضات ایرانیان بودند.[۴۴]

### ۲۷ آذر
- آتش‌نشانان در تبریز در مقابل شورای شهر تبریز تجمعی اعتراضی برگزار کردند.[۱۱۰]
- کارگران شرکت سیمان دهلران امروز یکشنبه ۲۷ آذر در اعتراض به عدم رسیدگی به مطالبات خود مقابل ساختمان این شرکت دست به اعتصاب زدند.
- محمد حاجی رسول‌پور که ۲۲ آذر به دلیل به کما رفتن از بازداشتگاه بوکان به بیمارستان انتقال داده شده بود، در پی «شدت جراحات وارده» در بامداد ۲۸ آذر جان باخت.
- برخی از سینماگران در اعتراض به بازداشت ترانه علیدوستی در مقابل زندان اوین تجمع برگزار کردند.[۱۰۸]
- صدها تن از چهره‌ها و فعالان فرهنگی، ادبی و روشنفکری داخل و خارج کشور، در یک بیانیه دربارهٔ سرکوب اعتراضات، اعدام معترضان را «قتل سازمان‌یافتهٔ حکومتی» خوانده‌اند.[۱۱۰]
- مارتین دیدنهوفن، نماینده حزب سوسیال دموکرات آلمان که کفالت سیاسی محمد بروغنی، معترض محکوم به اعدام، را برعهده دارد در توییتی از بازگشت او از سلول انفرادی به بند عمومی زندان خبر داده‌است.[۱۰۸]
- ایرانیان آلمان در شهر آخن تجمع اعتراضی در همبستگی با قیام ایران برگزار کردند. در برلین، فعالان حقوق زنان در حمایت از ایرانیان تظاهراتی برپا داشتند.

### ۲۸ آذر
- ظهر ۲۸ رسانه‌های حکومتی از دستگیری عوامل حمله به بازار ایذه خبر داد و همزمان اینترنت برای ساعت‌ها قطع بود. باشگاه خبرنگاران جوان به نقل از دادستان خوزستان نوشت: «در عملیات مشترک فراجا، وزارت اطلاعات و سپاه پاسداران دو نفر از عوامل این حادثه کشته و دو نفر دیگر بازداشت شدند و گفت قرار بود عملیات تروریستی دیگری را در ایذه انجام بدهند».
- دو تن کشته شده حسین سعیدی و محمود احمدی نام داشتند. عباس کورکوری (مجاهد کورکور) در این «درگیری مسلحانه» مجروح و بازداشت شده‌است. همچنین نیروهای امنیتی هومن صیدالی، مالک خانه‌ای را که این افراد در آن پناه گرفته بودند بازداشت کرده‌اند. تصاویر خانه‌ای که این افراد در آن پناه گرفته بودند از گستردگی شلیک نیروهای حکومتی حکایت دارد.
- ابراهیم عالی‌پور، فعال سیاسی ایذه‌ای گفت: «در ایذه یک مقاومت شبه مسلحانه داشت شکل می‌گرفت. مردم به نیروهای بسیج، سپاه و امنیتی‌ها حمله کردند. حکومت از این ترسید که جای پلاکارد و شعار این شکل از مبارزه گسترده شود؛ برای همین هم به روستا حمله کردند.»[۱۱۱]

### ۲۹ آذر
- ظهر سه‌شنبه ۲۹ آذر گروه به نسبت پرشماری از شهروندان در امامزاده عبدالله گرگان در مراسم هفتم آیدا رستمی تجمع کردند و شعار دادند: «آیدای ما رو بردن، جنازه‌شو آوردن»، «این گل پرپر شده، هدیه به میهن شده» و «هیز تویی، هرزه تویی، زن آزاده منم». همچنین در چندین شهر از کردستان از جمله کامیاران، سقز، سنندج بخش قابل توجه ای از بازار و مغازه‌ها همچنان بسته ماندند.[۱۱۲]
- فرح کریمی سیاستمدار و نماینده مجلس سنای هلند در روز ۲۰ دسامبر طرحی را با امضای گروه بزرگی از نمایندگان به وُپک هوکسترا «وزیر امور خارجه این کشور» ارائه داد که در آن از دولت هلند خواسته شده بر فشارها بر جمهوری اسلامی ایران بیفزاید و رژیم ایران را به دادگاه بین‌المللی جنایی بکشاند. او همچنین کفالت سیاسی محمد مهدی کرمی را که به اعدام محکوم شده بر عهده گرفته‌است.[۱۱۳]
- مژگان کاوسی، پژوهشگر و فعال مدنی کُرد به «افساد فی‌الارض» متهم شد. او برای هفته‌ها از حق داشتن وکیل محروم بود. جلسه دادگاه او در روز سه شنبه ۲۹ آذرماه برگزار و به «افساد فی‌الارض»، «توهین به رهبر»، «نشر اکاذیب»، «تبلیغ علیه نظام»، «اغوا و تحریک مردم به جنگ و کشتار به قصد برهم زدن امنیت ملی» و «همکاری با دوَل متخاصم» متهم شداین نویسنده، فعال مدنی و پژوهشگر کُرد پیش تر در دی ماه سال ۱۴۰۰ بازداشت و پس از تحمل ۲۱ ماه حبس از زندان کچوئی کرج آزاد شده بود.[۱۱۴]

### ۳۰ آذر
- مراسم چهلم هیمن حمزه از اهالی روستای بیوران سردشت که برای وساطت از کولبرانی که وارد روستا شده بودند رفته بود و توسط هنگ مرزی کشته شده بود؛ تبدیل به راهپیمایی اعتراضی شد. همزمان با یلدا در بسیاری از شهرها از جمله تهران، قزوین، آمل، شاهین‌شهر، سنندج، بوکان، و دیواندره مردم مراسم شب یلدا را بر مزار کشته‌شدگان اعتراضات اخیر برگزار کردند؛ همچنین در تهران، سنندج و سقز، معترضان شبانه به خیابان آمدند و شعار دادند.[۱۱۵]
- شب یلدا ۱۴۰۱ هم‌زمان بود با شب تولد و چهلم یلدا آقافضلی، معترض ۱۹ ساله‌ای که پس از آزادی از زندان قرچک ورامین اعلام شد خودکشی کرده‌است. خانواده یلدا بر سر مزارش آمدند و آنجا مراسم گرفتند. برخی هم در تهران به یاد یلدا آقافضلی و سایر معترضان تصویر و نام او را بر بنری نگاشته و از پلی در بزرگراه همت آویختند.[۱۱۵]
- شبکه حقوق بشر کردستان روز ۳۰ آذر نوشت که در شب سه‌شنبه ۲۹ آذر سامان صیدی (مشهور به سامان یاسین) خواننده رپ و هنرمند کرمانشاهی محکوم به اعدام در پی شرایط دشواری که زندان برای او ایجاد کرده‌است، در سالن ۳۱ اندرزگاه ۱۰ زندان رجایی شهر کرج با خوردن تعداد زیادی قرص اقدام به خودکشی کرد. بهداری زندان معده او را شستشو و با وجود این‌که او همچنان در حالت نیمه‌هوشیار قرار داشت، او را به بند منقل کرد.[۱۱۶]

## کشته‌شدگان سرشناس
- ۷ آذر:
  - عرشیا امام قلی‌زاده
- ۸ آذر:
  - مهران سماک
- ۱۷ آذر:
  - محسن شکاری
- ۲۱ آذر:
  - مجیدرضا رهنورد